# Breuil-Barret
Breuil-Barret era una comuna francesa que estaba situada en el departamento de Vandea, de la región de Países del Loira, que el 1 de enero de 2023 pasó a formar parte de la comuna nueva de Terval como comuna delegada.

## Demografía
| Gráfica de evolución demográfica de Breuil-Barret entre 1800 y 2020 |
|                                                                     |

Los datos demográficos contemplados en este gráfico de la comuna de Breuil-Barret se han cogido de 1800 a 1999 de la página francesa EHESS/Cassini, y los demás datos de la página del INSEE.